# Lygropia venadialis
Lygropia venadialis là một loài bướm đêm trong họ Crambidae.